# Lužnice (loď)
Loď Lužnice je motorová loď, poháněná lodním šroubem, která byla vyrobena jako vyhlídková loď roku 1984. Postavila ji loděnice Yachtwerft Berlin-Köpenick a je jednou ze čtyř motorových lodí typu BIFA III, které byly Pražskou paroplavební společností postupně zakoupeny pro Prahu. Dnes je součástí flotily společnosti Prague Boats s.r.o., pluje na vyhlídkových plavbách Prahou a slouží i k soukromým pronájmům.

## Historie
Lužnice byla na rozdíl od ostatních tří lodí (PRAHA III., PIONÝR II. a BEROUNKA II.), které do Prahy přišly v první polovině 80. let, konstruována v prodloužené verzi. Toto prodloužené provedení začala berlínská loděnice Yachtwerft Berlin-Köpenick vyrábět na žádost slovenského provozovatele OSCR Michalovce na Zemplínské Šíravě a později se skvěle osvědčilo též u dalších evropských rejdařství. Lodě typu BIFA III. plují dodnes i jinde, například na Labi v Magdeburku, Drážďanech, Děčíně či Poděbradech a dobře se osvědčily i na Vltavě. 

## Technický popis
Původní prodloužená verze lodi měla kapacitu 164 osob. V době výroby se jednalo o velmi moderní loď, která byla vybavena klimatizací a vytápěním, umožňujícím celoroční provoz. Její dnešní luxusní interiér a celkový vzhled je výsledkem kompletní renovace z roku 2011. Současná (2023) kapacita lodi činí 52 osob. Loď Lužnice měří 32 m na délku a 5,4 m na šířku. 

## Využití
Loď Lužnice patří k nejkrásnějším lodím v Praze na Vltavě. Mahagonem vykládaný interiér spoluutváří stylové prostředí, které je ideální pro gurmánské plavby, jako je například Sladká Praha. Lužnice má dva pohodlné salony. Oba jsou klimatizované a vyhřívané. Z předního salonku se nabízí pěkný výhled ve směru plavby. Loď má částečně zastřešenou slunnou palubu. 

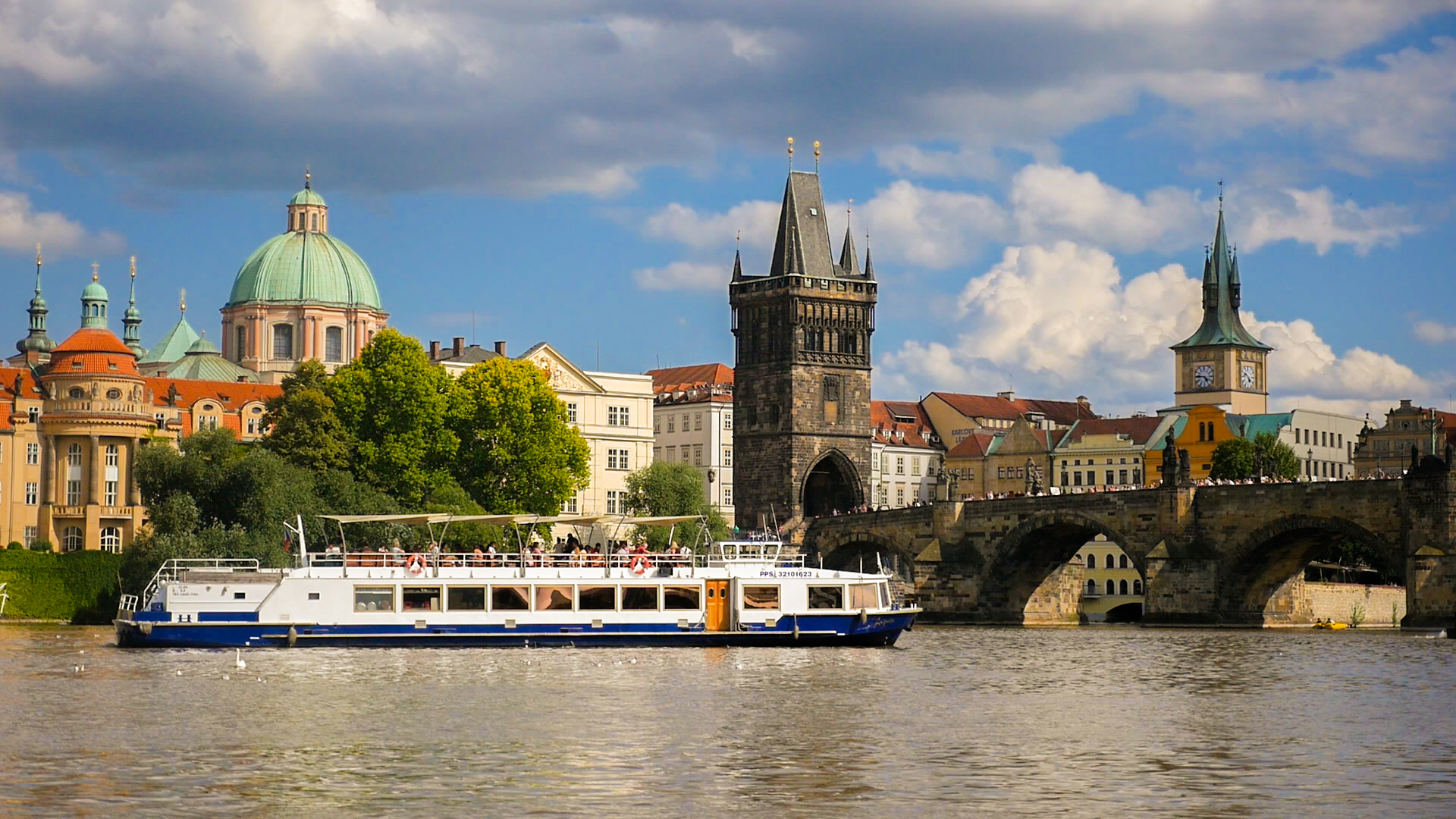
Loď Lužnice v Praze na Vltavě